# Волтон Парк (Њујорк)
Волтон Парк (енгл. Walton Park) насељено је место без административног статуса у америчкој савезној држави Њујорк.

## Демографија
По попису из 2010. године број становника је 2.669, што је 339 (14,5%) становника више него 2000. године.
| Група             | 2000.         | 2010.         |
| Белци             | 2.072 (88,9%) | 2.079 (77,9%) |
| Афроамериканци    | 24 (1,0%)     | 114 (4,3%)    |
| Азијати           | 30 (1,3%)     | 104 (3,9%)    |
| Хиспаноамериканци | 164 (7,0%)    | 347 (13,0%)   |
| Укупно            | 2.330         | 2.669         |